# Roscoe Conkling
Pour les articles homonymes, voir Conkling.
Roscoe Conkling est un homme politique américain né le 30 octobre 1829 à Albany et mort le 18 avril 1888 à New York. Membre du Parti républicain, il siège à la Chambre des représentants de 1859 à 1863, puis de 1865 à 1867, avant de devenir sénateur de 1867 à 1881. Dans les années 1880, il est le leader de la faction des Stalwarts et refuse de siéger à la Cour suprême en 1882, bien que le Sénat ait approuvé sa nomination.